# مجموعة بريس القابضة
مجموعة بريس القابضة Press Holdings و May Corporation Limited هما شركتان قابلتان مسجلتان في جيرسي مملوكتان من قبل ديفيد وفريدريك باركلي [الإنجليزية] ، والتي تتحكم في شركة Press Acquisitions Limited في المملكة المتحدة ،  والتي تمتلك بدورها مجموعة تلغراف ميديا، الشركة الأم لصحيفة ديلي تلغراف و ذا صنداي تلغراف . 
في ديسمبر 2005 ، باعت بريس القابضة The Scotsman Publications إلى مطبعة Johnston ومقرها إدنبرة مقابل 160 مليون جنيه إسترليني ،  بعد أن دفعت 82 مليون جنيه إسترليني للمجموعة في عام 1995.
تمتلك الشركة أيضًا The Spectator ، وهي مجلة سياسية بريطانية أسبوعية ، ومجلة Apollo الفنية.